# 에드워드 텔러
에드워드 텔러(Edward Teller, 헝가리어: Teller Ede 텔레르 에데[*], 1908년 1월 15일 ~ 2003년 9월 9일)는 헝가리에서 태어난 유대계 미국 물리학자이다. ‘수소폭탄의 아버지’로도 불린다.

## 생애
오스트리아-헝가리 제국의 부다페스트에서 태어났으며, 1926년 헝가리를 떠나 독일에서 고등교육을 받는다. 1930년 라이프치히에서 베르너 하이젠베르크로부터 물리학 박사학위를 받는다. 그 후, 괴팅겐에서 2년을 보내고, 1934년에 유대인 구출 위원회(Jewish Rescue Committee)의 도움으로 독일을 탈출한다. 잠시 영국에 머물다가, 닐스 보어가 있던 코펜하겐에서 1년을 지낸다. 1935년 미국으로 이주한 뒤 1941년까지 조지 워싱턴 대학교에서 학생들을 가르친다. 여기서 그는 조지 가모프를 만난다.
1958년부터 1960년에 걸쳐 로렌스 리버모어 국립 연구소의 소장이 되고, 그 후 캘리포니아 대학교 버클리에서 학생을 가르치는 한편 연구소의 부소장으로 근무한다.

## 맨해튼 계획
1942년 브릭스 위원회(Briggs committee)에서 근무하면서 맨해튼 계획에 참가한다. 제2차 세계 대전 중, 로스 앨러모스 과학연구소의 이론물리학부문에 소속되어 핵분열을 이용하는 핵폭탄에서 핵융합을 이용하는 핵폭탄(수소폭탄)으로의 발전이 당연한 수순이라고 강력히 주장한다.

## 수소폭탄
1946년에 로스 앨러모스를 떠나 시카고 대학의 교수가 된다. 1949년 소련의 핵폭탄 개발 성공 이후 1950년 로스 앨러모스로 돌아와, 수소폭탄 계획에 참여한다. 그와 스타니스와프 울람이 실제 작동하는 수소폭탄의 설계를 제출하였지만, 그 계획을 지휘하는 장이 되지 못한다.
1952년 오늘날의 마셜 제도에서 최초의 수소폭탄인 아이비 마이크가 성공적으로 폭발했다. 같은 해 로스 알라모스를 떠나 1952년 새로 설립된 캘리포니아 대학 방사선 연구소의 로렌스 리버모어 국립 연구소 지부에 참여하게 된다.

## 오펜하이머와의 갈등
1954년 텔러는 보안 청문회(security clearance hearings) 때 로버트 오펜하이머를 비난하여 사이가 나빠진다. 둘은 수소 폭탄의 개발과 핵확산을 두고 갈등을 겪었다. 텔러는 오펜하이머와 달리 정부의 수소 폭탄 개발을 지지했고, 모든 핵무기를 유엔의 관리하에 두자는 오펜하이머의 제안에도 회의적이었다. 지인들의 만류에도 불구하고 텔러는 청문회에서 오펜하이머의 종전 이후 행적을 증언하며 공직에서 쫓아내야 한다고 주장했다. 청문회는 텔러의 뜻대로 끝났지만 그는 다른 과학자들과의 관계가 소원해졌다.

## 평화적 핵폭발
텔러는 평화적 핵폭발의 강력한 지지자였다. 그는 아이젠하워 대통령을 핵무기의 실용적 용도를 찾기 위해 핵실험을 계속 하도록 설득했다. 그가 내세운 평화적 핵폭발의 예시에는 석유 탐사, 운하 건설, 기상 조절 등이 있었다. 텔러의 주장에 설득된 미국 정부는 보습 기획을 실시했다.

## 전략방위구상
그는 지치지 않는 핵개발론의 옹호자로 지속적인 핵개발을 주장했다. 로널드 레이건 정권에서 적국의 핵 미사일을 요격할 목적으로 SDI(Strategic Defense Initiative), 일명 스타워즈 계획을 논의했을 당시 그 역시 SDI 체계를 지지했다.
비현실적이고 너무 비싸다는 과학자들과 정치인들의 비판에도 계속되던 SDI는 1993년 이미 300억 달러의 예산을 쓴 후 중단됐다.

## 말년과 사망
1975년 퇴직 후 죽을 때까지 리버모어 연구소의 명예소장이었으며, 또한 후버 연구소의 연구원으로 임명되기도 했다. 2003년 9월 캘리포니아주 스탠포드에서 95세의 나이로 사망했다.

## 대중매체
스탠리 큐브릭 감독의 1964년 풍자 영화 닥터 스트레인지러브의 매드 사이언티스트 스트레인지러브의 모델 중 한명으로 알려져 있다.
크리스토퍼 놀란 감독의 2023년 전기 영화 오펜하이머에서는 베니 사프디가 연기했다.
1991년 "평화에 대한 우리의 이해를 바꾸고자 한 평생의 노력"을 인정받아 이그 노벨상 평화상을 수상했다.

## 저서
- 《Conversations on the Dark Secrets of Physics》 (1991년)
- 《Better a Shield Than a Sword》 (1987년)
- 《Pursuit of Simplicity》 (1980년)
- 《Energy from Heaven and Earth》 (1979년)